# Herbert Keßler
Herbert Keßler, švicarski hokejist, * 28. december 1912, Švica, † 16. november 1966. 
Keßler je igral za klub Zürich SC Lions, za švicarsko reprezentanco pa je nastopil na olimpijskem hokejskem turnirju 1936, kjer je z reprezentanco osvojil trinajsto mesto, ter več svetovnih prvenstvih, na katerih je osvojil eno srebrno in dve bronasti medalji.